# Governo Kurz I
Il governo Kurz I è stato il 30-31º governo dell'Austria, in carica dal 18 dicembre 2017 al 27 maggio 2019, dopo la vittoria del Partito Popolare Austriaco alle elezioni parlamentari del 2017.
Sulla scia dell'affare Ibiza, che ha coinvolto Heinz-Christian Strache (vicecancelliere), Sebastian Kurz ha deciso di rompere la coalizione di governo e ha chiesto elezioni anticipate, previste per settembre 2019.  
Sebastian Kurz è stato rimosso dall'incarico di cancelliere il 27 maggio 2019, a seguito di un mozione di sfiducia approvata da FPÖ e dal Partito Socialdemocratico d'Austria.

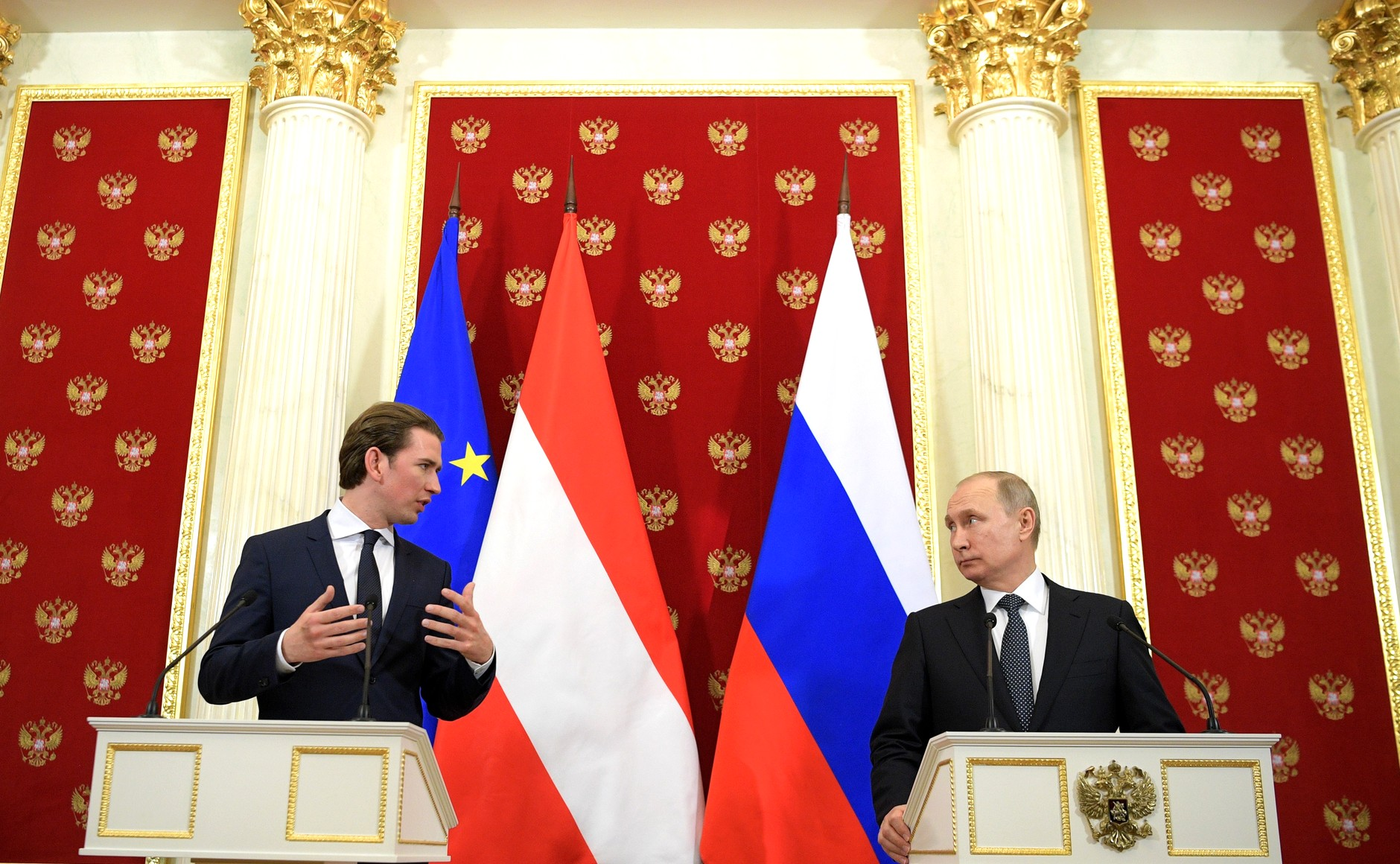
Sebastian Kurz con il presidente russo Vladimir Putin

## Situazione parlamentare
| Camera      | Collocazione | Partiti                                     | Seggi     |
| ----------- | ------------ | ------------------------------------------- | --------- |
| Nationalrat | Maggioranza  | ÖVP (62),FPÖ (52)                           | 114 / 183 |
| Nationalrat | Opposizione  | SPÖ (51), NEOS (10), Jetzt - Lista Pilz (8) | 69 / 183  |

## Composizione
Partito Popolare Austriaco (ÖVP)
     Partito della Libertà Austriaco (FPÖ)
     Indipendenti ÖVP
     Indipendenti FPÖ
| Carica                                                      | Titolare | Titolare | Titolare                                                        | Partito          |
| ----------------------------------------------------------- | -------- | -------- | --------------------------------------------------------------- | ---------------- |
| Cancelliere federale                                        |          |          | Sebastian Kurz (Sfiduciato il 27 Maggio 2019)                   | ÖVP              |
| Cancelliere (interim)                                       |          |          | Hartwig Löger Dal 27 Maggio 2019                                | Indipendente ÖVP |
| Vicecancelliere, Servizio civile e sport                    |          |          | Heinz-Christian Strache (Dimissioni avvenute il 22 Maggio 2019) | FPÖ              |
| Vicecancelliere                                             |          |          | Hartwig Löger (Dal 22 al 27 Maggio 2019)                        | Indipendente ÖVP |
| Finanze                                                     |          |          | Hartwig Löger                                                   | Indipendente ÖVP |
| Interno                                                     |          |          | Herbert Kickl                                                   | FPÖ              |
| Europa, integrazione e affari esteri                        |          |          | Karin Kneissl                                                   | Indipendente FPÖ |
| Affari costituzionali, riforme, deregolazione e giustiza    |          |          | Josef Moser                                                     | Indipendente ÖVP |
| Difesa                                                      |          |          | Mario Kunasek                                                   | FPÖ              |
| Istruzione, scienza e ricerca                               |          |          | Heinz Faßmann                                                   | Indipendente ÖVP |
| Lavoro, affari sociali, salute e protezione dei consumatori |          |          | Beate Hartinger-Klein                                           | FPÖ              |
| Trasporti, innovazione e tecnologia                         |          |          | Norbert Hofer                                                   | FPÖ              |
| Sostenibilità e turismo                                     |          |          | Elisabeth Köstinger                                             | ÖVP              |
| Digitale ed economia                                        |          |          | Margarete Schramböck                                            | ÖVP              |
| Arte, cultura e comunicazioni                               |          |          | Gernot Blümel                                                   | ÖVP              |
| Donne, famiglie e gioventù                                  |          |          | Juliane Bogner-Strauß                                           | Indipendente ÖVP |
| Segretario di Stato alle finanze                            |          |          | Hubert Fuchs                                                    | FPÖ              |
| Segretario di Stato all'interno                             |          |          | Karoline Edtstadler                                             | ÖVP              |